# Estil artístic

La llibertat guiant al poble, d'Eugène Delacroix, és un dels quadres més importants del Romanticisme.

L'estil és un concepte fonamental en art sense el qual ens faltarien els elements que distingeixen les creacions d'una mateixa època i el sentit de l'evolució de les formes. La paraula estil prové del llatí stilus, punxó que els romans utilitzaven per escriure. Però en grec stilo significa columna, i com que la columna era l'element més singular i personalitzat de l'arquitectura, podem dir que el mot estil originàriament era la manera com es feia literatura o arquitectura.

Les denominacions van anar sorgint amb el temps. Si bé al segle xvi ja es parlava d'estils, però d'una manera poc concreta, no es van aplicar definitivament a les arts plàstiques fins al segle xviii, concretament als estudis sobre l'art grec que va fer Johann Joachim Winckelmann i a l'anàlisi posterior de Johann Gottfried Herder sobre l'art gòtic. La paraula gòtic es va aplicar a un art que l'origen s'atribuïa als invasors de l'Imperi Romà: el terme rococó el van crear els deixebles de Jacques Louis David per ridiculitzar l'estil pretensiós del regnat de Lluís XV a França; el mot romànic es va començar a utilitzar cap al 1819 per designar una corrupció de l'art romà.
Sobre el supòsit de l'existència d'un art clàssic que successivament, al llarg de la història, s'ha anat destrossant o respectant, es va establir una seriació d'estils: clàssic, post-clàssic, romànic, art gòtic, renaixentista, manierista, barroc, rococó i neoclàssic. Després s'hi van afegir els ismes dels segles XIX i xx: romanticisme, expressionisme, etc.